# Rattus baluensi
Rattus baluensi (Rattus baluensis) là một loài gặm nhấm trong họ Chuột. Nó chỉ được tìm thấy ở Malaysia.
Nó có quan hệ hỗ sinh với loài nắp ấm lớn Nepenthes rajah. Giống như loài chuột chù núi Tupaia montana, nó ị phân vào bẫy cây nắp ấm khi nó leo lên ăn mật ngọt trên nắp, nó cung cấp nguồn phân cho cây.